# Larus
Larus är ett stort släkte med havsfåglar inom familjen måsfåglar (Laridae). Släktet finns representerat över hela jordklotet och många av arterna har mycket stora populationer och är välkända på platser där de häckar.
Taxonomiskt placerades länge merparten av världens alla trutarter i detta släkte, men data från studier av DNA har visat att denna gruppering är polyfyletisk. Släktet delas därför numera oftast upp i flera mindre, där en stor del av arterna istället placeras i släktena Ichthyaetus, Chroicocephalus, Leucophaeus, Hydrocoloeus och Xema.
Arterna inom släktet Larus är mellanstora, till stora fåglar, som i adult dräkt vanligtvis har en vit och grå fjäderdräkt med svarta teckningar på huvud och vingar. De har kraftiga och ganska långa näbbar, långa ben och fötter med simhud.
Taxonomin för det så kallade gråtrutskomplexet är komplicerat och olika auktoriteter ger de olika taxonen olika taxonomisk status.
Läs mer om måsar och trutar i artikeln om familjen Laridae.

## Arter inom släktet
Listan nedan följer IOC, med kommentarer om avvikelser:
- Grovnäbbad trut (Larus pacificus)
- Perutrut (Larus belcheri)
- Svartstjärtad mås (Larus crassirostris)
- Argentinatrut (Larus atlanticus)
- Vithuvad mås (Larus heermanni)
- Fiskmås (Larus canus)
- Kortnäbbad mås (Larus brachyrhynchos)
- Ringnäbbad mås (Larus delawarensis)
- Mexikotrut (Larus livens)
- Västtrut (Larus occidentalis)
- Kaspisk trut (Larus cachinnans)
- Kelptrut (Larus dominicanus)
- Gråtrut (Larus argentatus)
- Vegatrut (Larus vegae)
- Mongoltrut (Larus mongolicus)
- Medelhavstrut (Larus michahellis)
- Armenisk trut (Larus armenicus)
- Havstrut (Larus marinus)
- Vittrut (Larus hyperboreus)
- Silltrut (Larus fuscus)
  - Tundratrut (Larus [f.] heuglini) – urskiljs som egen art av Birdlife Sverige
- Prärietrut (Larus californicus)
- Kanadatrut (Larus smithsonianus)
- Gråvingad trut (Larus glaucescens)
- Skiffertrut (Larus schistisagus)
- Vitvingad trut (Larus glaucoides), inklusive "thayertrut"

### Arter som numera oftast placeras i andra släkten
Enligt Pons et al (2005)
- Släkte Xema
  - Tärnmås (Xema sabini)
- Släkte Saundersilarus

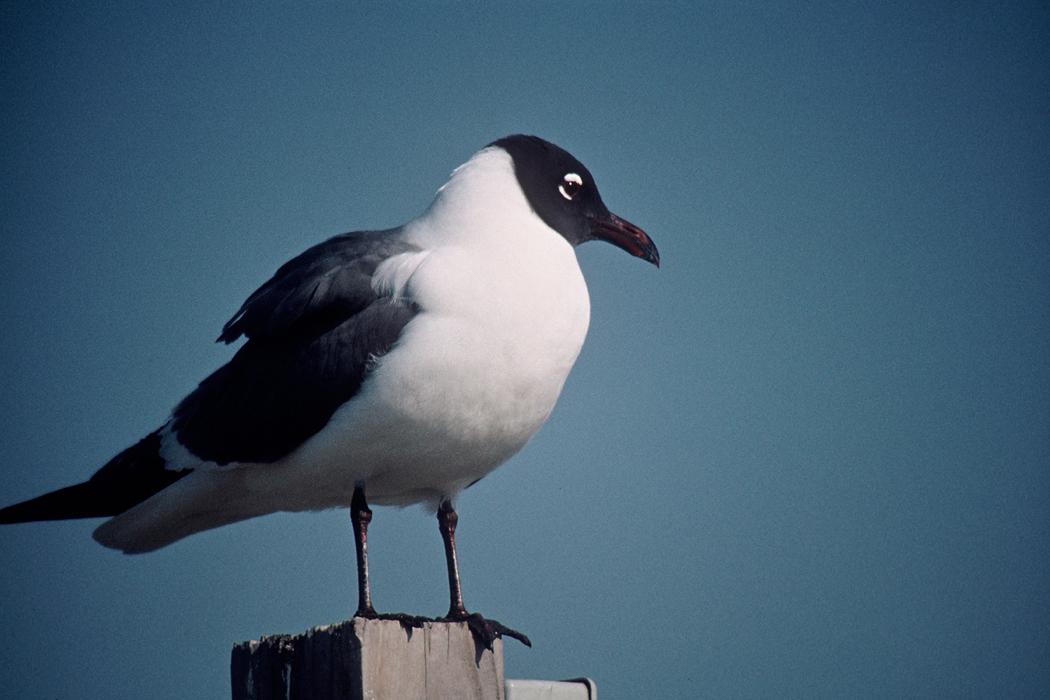
Sotvingad mås (Leucophaeus atricilla) är en av de arter som tidigare ingick i släktet Larus men som nu oftast placeras i ett annat släkte.

  - Mingmås (Saundersilarus saundersi)
- Släkte Chroicocephalus
  - Långnäbbad mås (Chroicocephalus genei)
  - Trädmås (Chroicocephalus philadelphia)
  - Andinsk mås (Chroicocephalus serranus)
  - Patagonienmås (Chroicocephalus maculipennis)
  - Svartnäbbad mås (Chroicocephalus bulleri)
  - Silvermås (Chroicocephalus novaehollandiae), inklusive "rödnäbbad mås"
  - Gråhuvad mås (Chroicocephalus cirrocephalus)
  - Kapmås (Chroicocephalus hartlaubii)
  - Skrattmås (Chroicocephalus ridibundus)
  - Brunhuvad mås (Chroicocephalus brunnicephalus)
- Släkte Hydrocoloeus
  - Dvärgmås (Hydrocoloeus minutus)
- Släkte Leucophaeus
  - Delfinmås (Leucophaeus scoresbii)
  - Ökenmås (Leucophaeus modestus)
  - Sotvingad mås (Leucophaeus atricilla)
  - Präriemås (Leucophaeus pipixcan)
  - Lavatrut (Leucophaeus fuliginosus)
- Släkte Ichthyaetus
  - Svarthuvad mås (Ichthyaetus melanocephalus)
  - Reliktmås (Ichthyaetus relictus)
  - Vitögd mås (Ichthyaetus leucophthalmus)
  - Sotmås (Ichthyaetus hemprichii)
  - Svarthuvad trut (Ichthyaetus ichthyaetus)
  - Rödnäbbad trut (Ichthyaetus audouinii)